# Leucandra phillipensis
Leucandra phillipensis är en svampdjursart som beskrevs av Arthur Dendy 1893. Leucandra phillipensis ingår i släktet Leucandra och familjen Grantiidae.
Artens utbredningsområde är havet kring Australien. Inga underarter finns listade i Catalogue of Life.